# Krieg von St. Sabas
Der Krieg von St. Sabas war ein militärischer Konflikt zwischen Genua und Venedig, der sich zu einem Bürgerkrieg in den Kreuzfahrerstaaten der Levante ausweitete. Der Krieg zwischen den italienischen Seerepubliken begann 1256 und endete 1270, der Bürgerkrieg unter den christlichen Baronen wurde hingegen bereits 1258 beigelegt.

## Hintergrund

### Genua vs. Venedig
Im 13. Jahrhundert verschärfte sich die Konkurrenz zwischen Genua und Venedig über die Kontrolle des Seehandels im östlichen Mittelmeerraum. Beide Republiken sowie Pisa waren in den Seehäfen der Levante mit eigenen Niederlassungen vertreten, wo sie miteinander um Handelsprivilegien stritten, was nicht selten gewaltsam ausgetragen wurde. Besonders groß war die Konkurrenz in Akkon, dessen Hafen der wichtigste christliche Handelsumschlagplatz für Waren aus dem Orient war. Bereits im Frühjahr 1249 kam es hier zwischen Genuesen und Pisanern zu Ausschreitungen, die allerdings durch die Vermittlung König Ludwigs IX. von Frankreich, der gerade von Zypern aus den sechsten Kreuzzug begann, eingedämmt werden konnten. Die weitere Anwesenheit des französischen Königs unterband jeden weiteren Konflikt, doch nachdem er 1254 in seine Heimat zurückgereist war, entluden sich die Gegensätze zwischen Genuesen und Venezianern erneut.

### Politische Situation in Outremer
Der Herr von Akkon war formell Konradin von Hohenstaufen als König von Jerusalem. Da dieser wie auch sein Vater das Königreich nie betreten hatte, wurde die Regierung von der zypriotischen Königinwitwe Plaisance von Antiochia geführt. Da diese wiederum hauptsächlich auf Zypern weilte, ließ sie sich in Akkon vom Baron Johann von Arsuf als ihrem Bailli vertreten. Von einer einheitlichen Zentralregierung war das Königreich Jerusalem zu jener Zeit allerdings weit entfernt, da sowohl die Feudalherren wie auch die Ritterorden letztlich eigenen Interessen nachgingen. Obwohl die Barone und der Klerus des Landes im Haute Cour ein Gerichtsgremium besaßen, war das politische Tagesgeschehen von einer feudalen Anarchie geprägt, wozu die fehlende territoriale Integrität des Königreichs beitrug. Es konzentrierte sich auf einige Küstenstädte im heutigen Israel, Syrien und Libanon, während das Umland vom muslimischen Ayyubiden-Sultan von Damaskus an-Nasir Yusuf kontrolliert wurde. Weiterhin standen sich bei den Ritterorden die beiden größten, die Templer und die Johanniter, seit fast zwei Jahrzehnten in Rivalität um politischen und wirtschaftlichen Einfluss gegenüber.

## Der Krieg

### Ausbruch und Bündnisse
Die unmittelbare Ursache, die zum Ausbruch des Krieges führte, war ein Streit über die Verfügungsgewalt über die Kirche St. Sabas, die sich inmitten von Akkon an der Grenze des genuesischen zum venezianischen Viertel befand. Wichtiger als die Kirche selbst dürfte allerdings der Hügel Montoje gewesen sein, auf der sie errichtet worden war. Die Kontrolle über ihn bedeutete einen hohen strategischen Vorteil einer Partei gegenüber der anderen und wurde folglich sowohl von Genuesen als auch Venezianern beansprucht. Beide Seiten beriefen sich auf obskure Dokumente, in denen ihnen angeblich der Papst das Besitzrecht über St. Sabas zuerkannt habe. Nach einer Zeit verbalen Streits griffen 1256 die Genuesen von Akkon im Bund mit den Pisanern zu den Waffen. Sie besetzten St. Sabas und griffen das Viertel der Venezianer an. 
Der Ausbruch der Kämpfe führte unmittelbar zur Parteinahme der Barone und Ritterorden für je eine der Seiten. Zwar versuchten die Templer und Johanniter zunächst noch, zwischen den italienischen Republiken zu vermitteln, schlugen sich aber schnell auf entgegengesetzte Seiten, nachdem sie die Unvermeidlichkeit eines Krieges erkannt hatten. Die Templer und mit ihnen die Deutschritter entschieden sich für Venedig, die Johanniter für Genua. Der Bailli Johann von Arsuf und dessen Vetter, Graf Johann von Jaffa, stellten sich ebenfalls auf die Seite Genuas. Nachdem aber ein Genuese ein Attentat auf den Grafen von Jaffa verübt hatte, wechselte dieser auf die Seite Venedigs. Weiterhin entschieden sich die katalanischen Kaufleute und die griechische Bürgerschicht für Genua. 
Auf die Nachricht von den Kämpfen in Akkon nutzte in Tyrus der Stadtherr Philipp von Montfort die Gunst der Stunde, um die Venezianer aus der Stadt zu vertreiben. Venedig besaß hier seit 1124 ausgedehnte Handelsprivilegien, durch die sich Montfort wirtschaftlich benachteiligt sah. Durch ihre Vertreibung gedachte er die Kontrolle über den Handel in Tyrus an sich zu ziehen. Auch in der Grafschaft Tripolis, die nicht dem Königreich Jerusalem angehörte, löste der Konflikt politische Wellen aus. Graf Bohemund VI. nahm Partei für Venedig, dessen Vasallen aus Gibelet entsannen sich allerdings ihrer genuesischen Herkunft und nahmen entsprechend Partei gegen ihren Herrn. Die einzig neutralen Instanzen stellten die Regentin Plaisance und der Seneschall Geoffroy de Sergines mit seinen französischen Rittern in Akkon dar. Der lateinische Patriarch von Jerusalem, Jacques Panteléon, befand sich in Europa, womit der Klerus weitgehend unbeteiligt blieb.

### Kämpfe

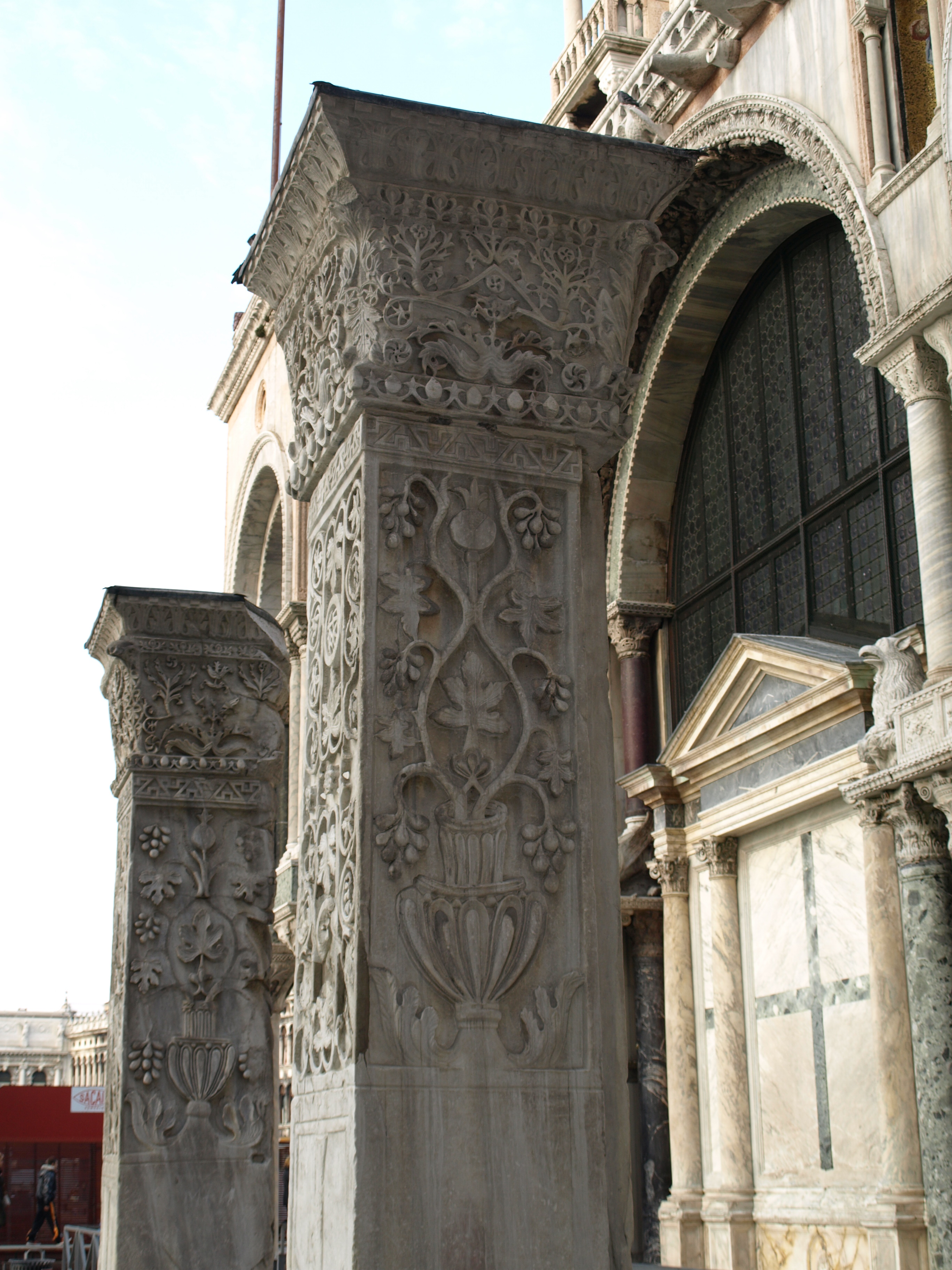
Die „Pfeiler von Akkon“ (Pilastri Acritani) vor dem Markusdom in Venedig

Nachdem Venedig binnen eines Jahres fast alle seine Positionen in der Levante verloren hatte, entsandte es im Frühjahr 1257 eine größere Flotte unter dem Admiral Lorenzo Tiepolo nach Akkon. In Erwartung dieser militärischen Macht gelang es dem venezianischen Podésta von Akkon, Marco Giustiniani, die Pisaner von einem Seitenwechsel zu überzeugen, worauf die Genuesen gemeinsam mit Johann von Arsuf auch das pisanische Viertel eroberten. Admiral Tiepolo konnte allerdings mit seiner Streitmacht ungehindert in den Hafen von Akkon einsegeln und anlanden. Im Bund mit den Templern und Deutschen stellten seine Kräfte ein militärisches Übergewicht dar, mit dem es ihm nach schweren Kämpfen gelang, das venezianische und pisanische Viertel zu befreien und St. Sabas unter seine Kontrolle zu bringen. Die Eroberung des genuesischen Viertels scheiterte allerdings an dessen starkem Widerstand. 
Auf die Offensive Venedigs reagierte die Mutterstadt der Genuesen ebenfalls mit der Entsendung einer Flotte, geführt von Rosso della Turco. Um die Venezianer in Akkon endgültig zu schlagen, vereinbarte Genua zudem mit Philipp von Montfort einen kombinierten Angriff von Land und zur See auf die Kapitale des Königreichs Jerusalem. Während die genuesische Flotte die Levanteküste entlangsegelte, marschierte Montfort im Bund mit den Johannitern parallel zu ihnen mit seinem Heer von Tyrus vor die Mauern Akkons. Am 23. Juni 1257 erschienen die mit 50 Galeeren zahlenmäßig überlegenen Genuesen vor der Hafeneinfahrt von Akkon. Die Venezianer unter Tiepolo verhinderten deren Anlandung, indem sie mit ihren 39 Galeeren ablegten und die Genuesen zum Seekampf stellten. Trotz ihrer zahlenmäßigen Unterlegenheit konnten die Venezianer einen vollständigen Sieg erringen. Die Hälfte der genuesischen Schiffe wurde gekapert oder versenkt, etwa 1700 Mann gingen verloren. Die Niederlage der Genuesen nötigte Philipp von Montfort am 24. Juni zur Aufgabe der Belagerung von Akkon, das von den Templern und Deutschen verteidigt wurde. Die Genuesen mussten in der Folge endgültig ihr Viertel aufgeben und zogen sich nach Tyrus zurück, das fortan ihren neuen Hauptstützpunkt in der Levante darstellte.
Die unterlegenen Genuesen wurden 1257 verbannt und mussten schwören, vor Ablauf dreier Jahre nicht zurückzukehren, worauf sie ihre Besitztümer in der Johanniterkommende Akkon einlagerten.
Der Legende nach erbeuteten die Venezianer bei der Inbesitznahme des genuesischen Viertels von Akkon zwei prunkvolle Pfeiler, die sie als Siegestrophäe in ihre Mutterstadt sandten, wo sie vor dem Markusdom aufgestellt wurden. Tatsächlich handelt es sich bei den sogenannten „Pfeilern von Akkon“ (Pilastri Acritani) um Beutestücke aus der Kirche St. Polyeuktos in Konstantinopel, die schon 1204 nach Venedig gebracht worden waren.

### Ende des Bürgerkriegs
Zum Jahresende 1257 begann sich die politische Lage im nahen Osten zu verändern, nachdem sich die Expansion der Mongolen nun auch in den mesopotamischen und syrischen Raum hinein abzeichnete. Unter den Christen Outremers war nun ein innerer Frieden nötiger denn je. Im Februar 1258 wurde die Regentin von ihrem Bruder, Bohemund VI. von Antiochia-Tripolis, in das von Zerstörung gezeichnete Akkon geleitet, wo sie die Barone und die Ritterorden zum Haute Cour einberief. Die Versammlung einigte sich schließlich auf ein Ende des bewaffneten Kampfes in Erwartung neuer Auseinandersetzungen mit den Muslimen untereinander. Weiterhin gelang es der Regentin hier, die Barone zur Anerkennung ihres unmündigen Sohns, König Hugo II. von Zypern, zum rechtmäßigen Erben Jerusalems nach König Konradin zu bewegen. Eine vorzeitige Absetzung Konradins zugunsten Hugos II. verhinderten einzig Philipp von Montfort und die Johanniter. Regentin Plaisance bestätigte auf dem Haute Cour den genuesisch gesinnten Herrn Johann von Arsuf als ihren Bailli in Akkon. Nachdem dieser aber gegen Jahresende 1258 gestorben war, nutzte sie die Gelegenheit, um am 1. Mai 1259 den neutralen Geoffroy de Sergines zu ihrem Stellvertreter in der Regierung des Restkönigreichs Jerusalem zu ernennen.
Der wiederhergestellte Frieden unter den Baronen und Ritterorden verdeckte allerdings nicht die durch den Krieg offen zu Tage getretenen Auflösungserscheinungen des Königreichs als zusammenhängendes Staatsgefüge. Die Barone des Festlandes handelten von nun an selbstständiger als zuvor und sicherten ihre fragilen Herrschaften durch Separatbündnisse mit den benachbarten Muslimen. Noch 1259 schloss der Graf von Jaffa ein Abkommen mit dem syrischen Ayyubiden-Sultan an-Nasir Yusuf, womit er allerdings auf die falsche Karte setzte, da schon 1260 die ägyptischen Mameluken Syrien eroberten. Der Graf von Jaffa wie auch die Herren von Arsuf und Beirut sowie die Johanniter sicherten ihr weiteres Fortbestehen dann durch Abkommen mit den Mameluken.
Der Frieden von 1258 betraf allerdings nicht das Fürstentum Antiochia-Tripolis, wo der Fürst weiterhin für die kommenden zwanzig Jahre in einem blutigen Kampf gegen seine Vasallen aus der Familie Embriaco stand. Außerdem schloss er sich außenpolitisch mit den Mongolen und Armenien gegen die Mameluken zusammen, was aber 1268 zum Verlust Antiochias durch Baibars I. führte.
Ein negatives Licht warf unter den Zeitgenossen der Krieg von St. Sabas vor allem auf die Rivalität der zwei großen Ritterorden, Templer und Johanniter. Seit etwa 1270 kamen im christlichen Europa Diskussionen um eine Vereinigung der beiden Orden auf, eine Idee, die auch auf dem zweiten Konzil von Lyon (1274) zur Sprache kam. Doch kam man einer Lösung nicht näher, und so erledigte sich das Problem erst mit der Zerschlagung des Templerordens und der Übereignung seines Besitzes an die Johanniter im Jahr 1312.

### Fortsetzung des Seekriegs
Während die Barone in Outremer zur Ruhe kamen, setzten Genua und Venedig ihren Krieg auf See fort, der sich auch in den Ägäisraum ausweitete, wo Venedig seit dem vierten Kreuzzug 1204 und dem so gewonnenen Rückhalt im Lateinischen Kaiserreich von Konstantinopel eine Monopolstellung besaß. Um diese streitig zu machen, überwand Genua konfessionelle Gegensätze und schloss 1261 in Nymphaion mit dem byzantinischen Exilkaiser von Nikaia, Michael VIII. Palaiologos, ein Handelsabkommen. Bereits im Juli 1261 wurde Konstantinopel von Michael VIII. zurückerobert, womit das Lateinische Reich endete und mit ihm die Vormachtstellung der Venezianer in der Ägäis. Für Genua hingegen, das an der Rückeroberung keinen Anteil hatte, eröffneten sich Aussichten auf eine Expansion seines Handels bis in die Häfen des Schwarzen Meers und der Krim.
Während der nächsten Jahre führten beide Seerepubliken ihren Krieg in den Gewässern des östlichen Mittelmeers fort. 1261 kaperte der genuesische Admiral Simon Grillo vor Tyrus einen Konvoi, worauf im Gegenzug Venedig einen Angriff auf Tyrus ausführte, der allerdings erfolglos verlief. Am 16. August 1267 griffen die Genuesen unter Lucchetto Grimaldi Akkon an, eroberten den „Turm der Fliegen“, der die Einfahrt in den Hafen kontrollierte, und brannten einige Häuser der ehemals mit ihnen verbündeten Johanniter ab. Nach einigen Tagen zog er mit einem Teil seiner Flotte wegen Instandsetzungsarbeiten nach Tyrus ab, was die Venezianer zu einem erfolgreichen Gegenangriff auf die in Akkon verbliebenen Genuesen nutzten, die sie nach Tyrus vertrieben.

## Kriegsende
In Anbetracht der zunehmenden Bedrohung seitens der Mameluken, die 1268 Antiochia und Jaffa erobert hatten, beabsichtigte König Ludwig IX. von Frankreich, einen weiteren Kreuzzug zur Entlastung der Christen im heiligen Land anzuführen. Weil er dafür die Unterstützung der Seerepubliken benötigte, besonders die Genuas, drängte er sie im Frühjahr 1270 zur vertraglichen Beilegung des Krieges. Die Genuesen konnten darauf wieder einen Teil ihres Viertels in Akkon besetzen, was den Venezianern im Gegenzug ab 1277 in Tyrus gewährt wurde. Die Hauptquartiere beider Republiken in der Levante blieben aber räumlich in Tyrus (Genua) und Akkon (Venedig) getrennt.